# Yvon Loussouarn
Ne doit pas être confondu avec Éric Loussouarn.
Yvon Loussouarn (né à Herbignac le 31 mai 1923 et mort le 14 octobre 2007 à Paris 5e) est un spécialiste français du droit international privé en France. 

## Biographie
Il obtient un doctorat à la faculté de droit de Rennes. Agrégé en 1949 à 26 ans, il rejoint la faculté de droit de Paris. Conseiller d'État en service extraordinaire, membre de jurys d'agrégation, il publie un traité de droit du commerce international avec Jean-Denis Bredin avant d'être invité par l'Académie de droit international de La Haye. Professeur émérite de l'université Panthéon-Assas, il devient doyen honoraire de la faculté de droit de Rennes.